# Matthew J. Lloyd
Matthew J. Lloyd (geb. um 1984 in Alberta, Kanada) ist ein kanadischer Fotograf und Kameramann. Er ist Mitglied der Canadian Society of Cinematographers (CSC).

## Leben
Matthew J. Lloyd belegte nach der Schulzeit in Toronto einen Kurs in Betriebswirtschaftslehre an der Universität Leeds, beschäftigte sich aber vor allem mit Fotografie für die Studentenzeitung. Mit 21 Jahren wechselte er an das Sheffield College, eins der wenigen Institute im Vereinigten Königreich, das einen Studiengang für Fotojournalisten anbietet. Schon während des Studiums konnte Lloyd an die regionale Presse Fotos verkaufen.
Nach Abschluss des Studiums arbeitete er für die Presseagentur North News und publizierte seine Fotos in überregionalen Zeitungen. 2009 bewarb er sich bei dem Wettbewerb The Times/Canon Young Photographer of the Year, den er gewann. Der Preis bestand unter anderem aus einem Halbjahrespraktikum bei der Times, einer mehrteiligen, professionellen Kameraausrüstung und der Mitgliedschaft bei der British Press Photographers' Association für ein Jahr.
2007 zog er nach Los Angeles, startete eine Karriere als Werbefotograf und übernahm Aufträge für Musikvideos und Werbespots. Er arbeitete u. a. für Toyota, Nike, Pepsi, Apple, die Modelabels Honor, Zadig & Voltaire, Ralph Lauren und Hugo Boss. 2012 engagierte ihn Oliver Stone als Second-Unit-Kameramann für seinen Film Savages. Lloyd drehte die Schwarzweiß-Sequenzen des Prologs und des Epilogs.
Sein erster Spielfilm, für den er als Director of Photography verantwortlich war, ist die Filmkomödie Robot & Frank (2012) von Jake Schreier mit Susan Sarandon und Frank Langella in den Hauptrollen. Es folgte eine Reihe von Kurzfilmen und Episoden in TV-Serien, wie Fargo, Marvel’s Daredevil und Marvel’s The Defenders. 2018 war er an der Verfilmung von Tschechows Komödie Die Möwe beteiligt.

## Preise und Auszeichnungen
- 2009: The Times/Canon Young Photographer of the Year[3]
- 2013: Der Pilotfilm für Alpha House wurde für einen  ASC Award nominiert.
- 2014: Der Pilotfilm für Fargo wurde für einen Emmy / Outstanding Cinematography nominiert.

## Filmografie (Auswahl)
- 2012: Robot & Frank
- 2014: The Better Angels
- 2015: Project Almanac
- 2015: Cop Car
- 2017: Power Rangers
- 2018: The Seagull – Eine unerhörte Liebe (The Seagull)
- 2019: The Kid – Der Pfad des Gesetzlosen (The Kid)
- 2019: Spider-Man: Far From Home
- 2020: The Water Man
- 2023: Origin